# Pacific (NEWS의 음반)
《pacific》(퍼시픽)은 NEWS의 2번째 정규 음반이다.

## 개요
첫 번째 앨범 《touch》이후 약 2년 6개월 만의 정규 앨범. 7번째 싱글 〈weeeek〉와 동시에 발매되었고, 발매일은 데뷔 싱글 〈NEWS 일본〉과 같다. 초회 생산 한정반에는 13곡과 32페이지에 이르는 북클릿이 첨부되어 있으며, 통상반에는 16페이지에 이르는 북클릿과 보너스 트랙을 포함한 15곡이 수록되었다.
〈TEPPEN〉부터 〈별을 향해서〉까지 싱글 4곡과, 콘서트에서 보여준 멤버들의 솔로곡이 다수 수록되어 있다. 레코딩은 6개월 동안 이루어졌으며, 멤버 각자가 메인 보컬을 담당하는 노래는 스스로 선곡하였다.
이 앨범은 오리콘 앨범 차트 1위를 기록, 싱글 〈weeeek〉와 동시에 1위에 올랐다. 싱글과 앨범이 동시에 1위를 차지한 것은 KAT-TUN의 〈Real Face〉와 《Best of KAT-TUN》 동시 발매 이후 약 1년 8개월 만의 기록이다.

## 수록곡
1. 愛のマタドール / 사랑의 투우사
작사: saki_34 / 작곡: Larry Forsberg, Sven-lnge Sjoberg, Lennart Wastesson / 편곡: 스즈키 마사야
2. サヤエンドウ / 사야엔도
작사: zopp / 작곡·편곡: Shusui, Fredrik Hult, Jonas Engstrand, Ola Larsson / 편곡 보조: 오츠보 나오키
3. TEPPEN / 정상
작사·작곡: 히비노 히로시 / 편곡: ha-j, 요시오카 타쿠
4. Change the World
작사: 모리타 후미토, 쿠마노 키요미, 모리모토 고스케 / 작곡: 모리모토 고스케 / 편곡: 나카노 유타 / 랩 작사: 바케랏타
5. 君想フ夜 / 너를 생각하는 밤
작사: 이와사 마키 / 작곡: Shusui, Tony Malm / 편곡: 스즈키 Daichi 히데유키
6. アリバイ / 알리바이 - 코야마 케이치로, 카토 시게아키, 테고시 유야, 마스다 타카히사
작사: H.U.B / 작곡·편곡: 무라야마 신이치로
7. code - 니시키도 료
작사: 니시키도 료 / 작곡: 나가세 히로키 / 편곡: 쿠로스 가츠히코
8. チラリズム / 치라리즈무 - 코야마 케이치로, 카토 시게아키
작사·작곡·편곡: 와타나베 타쿠야
9. 愛なんて / 사랑 따위 - 니시키도 료, 카토 시게아키, 테고시 유야
작사: zopp / 작곡·편곡: Sharon Vaughn, Didrik Thott, Sebastian Thott
10. なんとかなるさ / 어떻게든 될 거야 - 마스다 타카히사, 코야마 케이치로, 야마시타 토모히사
작사: 이와사 마키 / 작곡: Jens Bergmark, Fredrik Moller, Dan Attlerud / 편곡: YANAGIMAN
11. ゴメンネ ジュリエット / 미안해 줄리엣 - 야마시타 토모히사
작사·작곡: 야마시타 토모히사 / 편곡: ha-j, 오비 요시유키
12. 裸足のシンデレラボーイ / 맨발의 신데렐라 보이
작사: zopp / 작곡·편곡: Shusui, Stefan Aberg
13. 星をめざして / 별을 향해서
작사: 나카니시 레이 / 작곡: Peter Bjorklund, Johan Sahlen, Claes Andreasson, Torbjorn Wassenius / 편곡: 아오이 요시키
14. 真冬のナガレボシ / 한겨울의 별똥별 - 통상반 한정
작사: A to Z / 작곡: 사쿠라이 신이치 / 편곡: h-wonder
15. その笑顔 僕に見せて / 그 미소 나에게 보여줘 - 통상반 한정
작사: 나카타니 미치코 / 작곡: Shusui, Tony Malm / 코러스: 타카하시 테츠야

## 차트
- 주간 최고 순위 1위 (오리콘 차트)
- 주간 최고 순위 1위 (G-Music 보관됨 2011-08-27 - 웨이백 머신)
- 2007년 11월 월간 순위 2위 (오리콘 차트)